# لوئیس آلن (کارگردان)
لوئیس آلن (انگلیسی: Lewis Allen؛ ۲۵ دسامبر ۱۹۰۵ – ۳ مهٔ ۲۰۰۰) یک کارگردان اهل بریتانیا بود. وی بین سال‌های ۱۹۴۳ تا ۱۹۷۷ میلادی فعالیت می‌کرد.

## فیلم‌شناسی
- خشم صحرا (۱۹۴۷)
- آخرین مهلت شیکاگو (۱۹۴۹)
- سادنلی (۱۹۵۴)
- غیرقانونی (۱۹۵۵)
- گلوله‌ای برای جوئی (۱۹۵۵)